# 테라 이 파이샹
《테라 이 파이샹》(포르투갈어: Terra e Paixão)는 2023년부터 2024년까지 방영된 브라질의 텔레노벨라이다.